# De kinderen van Calais
De kinderen van Calais is het debuut van Vlaamse schrijfster Lara Taveirne (Brugge, 1983). De roman dateert van 2014 en is bekroond met onder andere de Debuutprijs in 2015.

## Synopsis
Violaine en Lilith, twee hartsvriendinnen in Wissant, Noord-Frankrijk, wisselen een reeks brieven uit. Het wordt al snel duidelijk dat Lilith het iets beter heeft dan Violaine, die dan ook een minieme vorm van jaloezie jegens Lilith ontwikkelt. Samen op school hebben ze het over onderwerpen waar meisjes aan het begin van de puberteit het weleens over hebben: de eerste bikini kopen of wachten op de eerste regels. Daarnaast beraamt het duo ook plannen om zelfmoord te plegen door van de kliffen te springen.
Herman, een dokter op rust, geeft aan een tankstation een meisje met een baby een lift en zet ze af op een verlaten plek in de regen. Het blijkt om Lilith te gaan, zij leeft als tienermoeder verder in een huis dat ze deelt met haar dochter, die op haar communie de naam Vieux-Rose krijgt. Ze zijn zeer arm en hebben enkel de huisbaas die geregeld over de vloer komt. Vieux-Rose moet noodgedwongen zichzelf leren lezen en schrijven omdat haar moeder hele dagen gaat werken. Haar moeder blijkt ook een labiel iemand te zijn die bijvoorbeeld haar huis volhangt met prentjes van mannen uit tijdschriften. Naarmate dat Vieux-Rose ouder wordt, stijgt de spanning in het huis. Vieux-Rose de wil waarheid weten over haarzelf, haar ouders en haar moeders vreemde gedrag. Vieux-Rose krijgt het dagboek van Lilith in handen en daaruit blijkt dat haar vader, een zekere 'S', verdwenen is nadat hij Lilith bedrogen heeft. Na een verhitte discussie tussen dochter en moeder, besluit Vieux-Rose bij de huisbaas te gaan inwonen, die Herman blijkt te zijn. Lilith vindt een man en beetje bij beetje vertellen Herman en Lilith hoe de vork echt aan de steel zit.
'S' zou Lilith bedrogen hebben met Violaine, waarna hij hen beiden verlaten heeft. Violaine is zwanger geraakt en het vriendinnenduo, dat ondanks alles toch bij elkaar was gebleven, deed er alles aan om die tienerzwangerschap te verbergen. Eens dat Violaine beviel, legden ze de baby te vondeling op de dorpel van een klooster in de buurt. De zelfmoordplannen kwamen op en na de sprong van Violaine is Lilith het kind terug gaan halen, dat de tijdelijke naam Suzanne had gekregen. Lilith vluchtte met het kind over de grens tot Herman hen dus oppikte aan een tankstation. Na een nacht in de regen doorgebracht te hebben, vond Herman hen terug en besloot hij het kind te registreren onder de naam Héloïse, naar zijn overleden vrouw. Moeder en dochter mochten in zijn huurwoonst verblijven.
Vieux-Rose (of Suzanne of Héloïse) besluit dat het genoeg is. Om wraak te nemen op haar moeder(s) wordt ze zelf bewust tienermoeder met een jongen die ze leert kennen wanneer ze eindelijk naar school mag. Ze noemt haar dochter 'Suzanne'. Enkele jaren later ontmoet ze Milena, de eigenares van een bloemenwinkel op wie Vieux-Rose verliefd wordt. Herman sterft en Milena neemt een deel van diens opvoedkundige taken over, waardoor zij en Vieux-Rose elkaar vaker zien. Op een avond belanden ze met elkaar in bed en na een wilde nacht vertrekt Milena voorgoed. Vieux-Rose gaat daarna met de ondertussen puberende Suzanne naar Parijs – omdat ze merkt dat het ook met haar de verkeerde kant aan het opgaan is – waar in een flashback uitgelegd wordt hoe Vieux-Rose Wissant is gaan bezoeken, waar ze haar grootmoeder ontmoet. Het verhaal eindigt daar.
De kinderen van Calais is vrijelijk gebaseerd op feiten uit januari 2005 toen twee meisjes van 14, Clémence en Noémie, van de rotsen sprongen in Calais.